# سنت. برنارد (اوهایو)
سنت. برنارد(به انگلیسی: St. Bernard) شهری در ایالت اوهایو کشور ایالات متحده آمریکا است که جمعیت آن در سرشماری سال ۲۰۱۰ میلادی، ۴٬۳۶۸ نفر بوده‌است.